# Tourette-Syndrom
Das Gilles-de-la-Tourette-Syndrom (kurz Tourette-Syndrom) ist eine angeborene Erkrankung des Nervensystems. Das Tourette-Syndrom ist eine Spektrum-Erkrankung. Dabei stellen gering ausgeprägte vorübergehende Tics das eine Ende und chronische Verläufe mit stark ausgeprägten – auch komplexen – Tics und zahlreichen psychiatrischen Begleiterkrankungen das andere Ende des Spektrums dar. In Klinikpopulationen finden sich bei 80–90 % der Patienten psychiatrische Komorbiditäten. Oft bestehen nicht nur eine, sondern mehrere derartige Begleitsymptome. Häufig ist die Ursache durch Veränderungen am Erbgut bedingt. Hauptmerkmale sind unwillkürliche Bewegungen (Tics, von französisch tic ‚nervöses Zucken‘) und ebenfalls Tic-artige Laut- oder auch sprachliche Äußerungen. Einfache motorische Tics können sich zum Beispiel als Augenblinzeln, Naserümpfen, Kopfwerfen oder Grimassenschneiden äußern. Beispiele für einfache vokale Tics sind zum Beispiel das Ausstoßen von bedeutungslosen Lauten, Husten oder das Nachahmen von Tiergeräuschen. Unter die Kategorie der komplexen Tics fallen im motorischen Bereich zum Beispiel das imitierende Grimassenschneiden und das Nachmachen von Handlungen anderer. Komplexe vokale Tics sind zum Beispiel das Nachsprechen von Wörtern oder das Herausschleudern obszöner und aggressiver Ausdrücke.
Das Tourette-Syndrom wird zu den zentralnervösen Bewegungsstörungen gerechnet. Primäre Tic-Störungen können weder geheilt noch ursächlich behandelt werden. Es stehen lediglich lindernde Behandlungsansätze zur Verfügung.
Die Bezeichnung nennt den französischen Neurologen und Psychiater Georges Gilles de la Tourette, der das Krankheitsbild erstmals 1884/1885 auf Anregung seines Lehrers Jean-Martin Charcot beschrieb. Schon 1825 hatte Jean Marc Gaspard Itard über entsprechende Symptome einer seiner Patientinnen berichtet.

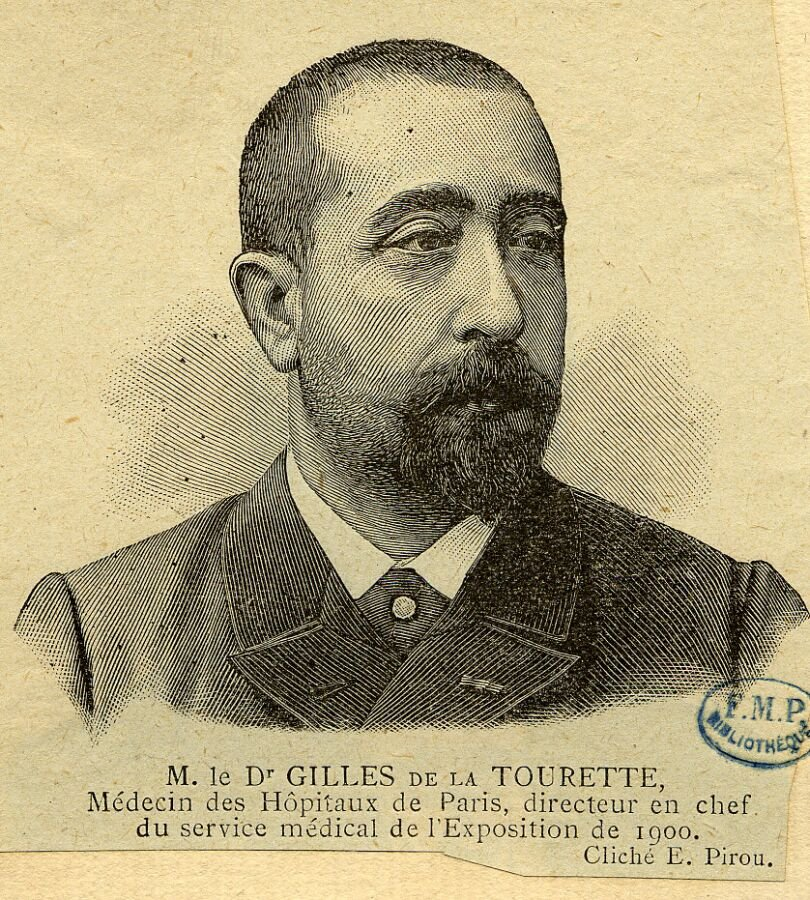
Gilles de la Tourette

## Verbreitung
Bei Kindern liegt die geschätzte Verbreitung bei 0,3 bis 0,9 Prozent. Bei Erwachsenen ist die Häufigkeit erheblich geringer. Unterschiede in der Häufigkeit im internationalen Vergleich werden auf kulturelle Unterschiede zurückgeführt, da die Symptome selbst überall ähnlich sind und daher auf gemeinsame biologische Ursachen hindeuten. Bei Jungen wird es etwa dreimal so häufig wie bei Mädchen diagnostiziert.

## Anzeichen
Das Tourette-Syndrom weist spezifische Leitsymptome und in der Regel weitere Auffälligkeiten auf. Das konkrete Erscheinungsbild variiert von Patient zu Patient. Bei Tics handelt es sich um unwillkürliche, rasche, meistens plötzlich einschießende und mitunter sehr heftige Bewegungen, die immer wieder in gleicher Weise einzeln oder serienartig auftreten können. Lautliche, ungewollte Äußerungen wie Ausrufe oder Geräusche zählen mit dazu.
Hauptsymptome sind motorische und lautliche Tics verschiedener Art, die häufig erstmals im Grundschulalter auftreten und sich meist bis ungefähr zum 14. Lebensjahr voll ausprägen. Eine Verstärkung ist oft in der Pubertät festzustellen. Bei einigen Patienten lassen die Tics zwischen dem 16. und 26. Lebensjahr wieder nach, bei der Mehrheit der Betroffenen bleiben die Symptome bis zum Lebensende.
Einfache motorische Tics können z. B. sich als Augenblinzeln, Naserümpfen, Kopfwerfen oder Grimassenschneiden äußern. Beispiele für einfache vokale Tics sind z. B. das Ausstoßen von bedeutungslosen Lauten, Husten oder das Nachahmen von Tiergeräuschen. Die Unterschiedlichkeit der Symptome ist groß, sodass jeder Betroffene ein eigenes Erscheinungsbild zeigt, das sich mit der Zeit auch verändern kann.
Unter die Kategorie der komplexen Tics fallen z. B. im motorischen Bereich das imitierende Grimassenschneiden und das Nachmachen von Handlungen Anderer (Echopraxie). Selbstverletzendes Verhalten, auch bei tic-artiger Wiederholung, wird jedoch anderen – möglicherweise begleitenden – Störungen zugerechnet. Komplexe vokale Tics sind z. B. das Nachsprechen von Wörtern (Echolalie bzw. Palilalie) oder das als Koprolalie bekannte Herausschleudern obszöner und aggressiver Ausdrücke.
Die Symptome können entweder permanent auftreten, mehrfach am Tag (zumeist in Serien) oder nur in Belastungssituationen. Typisch ist auch die Fähigkeit vieler Betroffener, ihre Tics über bestimmte Zeiträume hinweg zu unterdrücken. Es wurde festgestellt, dass sie – im Vergleich zu Gesunden – insgesamt eine erhöhte Fähigkeit haben, die Auslösung von Bewegungen zu kontrollieren. Dies wurde auf einen Trainingseffekt durch die Unterdrückung von Tics und entsprechende Anpassungen im Gehirn zurückgeführt. Die Übung der Unterdrückung könne daher ein sinnvoller Teil der Therapie sein.

## Begleitende Störungen
Die häufigste der möglichen Begleiterkrankungen (Komorbidität) ist die Aufmerksamkeitsdefizit-/Hyperaktivitätsstörung (ADHS). Eine andere häufige begleitende Erscheinung ist die Zwangsstörung. Weitere Störungen kommen vor, jedoch ist hierbei oft unklar, ob es sich dabei nicht eher um Teilaspekte der beiden zuvor genannten hauptsächlichen Begleiterkrankungen handelt.

## Folgen

### Soziale Folgen
Die Betroffenen leiden vor allem unter der Reaktion der Umwelt auf ihre Symptome. Gerade weil Menschen mit Tourette-Syndrom keinen oder nur wenig Einfluss auf ihre Tic-Symptomatik haben, werden die mit dem Tourette-Syndrom verbundenen Auffälligkeiten häufig als schlechte Angewohnheiten gedeutet. Dies führt oft auch zu Schuldgefühlen bei den Eltern wegen ihrer vermeintlich verfehlten Erziehung. Als Heranwachsende stoßen die Betroffenen in Öffentlichkeit und Schule auf viel Unverständnis und Ablehnung, was wiederum zu einer Verstärkung der Auffälligkeiten führen kann. Auch Erwachsene mit Tourette-Syndrom werden vielfach diskriminiert und erfahren oft Einschränkungen in ihrer beruflichen und privaten Entfaltung. Außenstehende fühlen sich oft durch die unwillkürlichen Tics persönlich provoziert. Dies ist besonders bei Koprolalie und Kopropraxie zu beobachten und kann zu einer Zuspitzung solcher Situationen führen. Tourette-Patienten sind gewöhnlich ebenso leistungsfähig wie ihre Altersgenossen und können, sofern keine schweren Begleiterkrankungen vorliegen, am gesellschaftlichen Leben voll teilnehmen.

### Besonderheiten in Reaktion und Kontrolle
Personen mit Tourette-Syndrom haben bei manchen Aufgaben eine verlängerte Reaktionszeit, was unter anderem mit ihrer Übung in motorischer Kontrolle durch die Unterdrückung von Tics in Verbindung gebracht wurde.
Zur Frage der motorischen Geschicklichkeit gibt es widersprüchliche Ergebnisse, was mit möglichen unberücksichtigten Einflüssen begleitender Störungen in Verbindung gebracht wurde.
Der Neurologe und Schriftsteller Oliver Sacks thematisiert den Zusammenhang zwischen Tourette und Musik in zwei Kapiteln seiner Bücher. Das Syndrom sei impulsiv und produktiv. Es könne einerseits zu repetitiven Bewegungen führen, andererseits eine „elaborierte, phantasmagorische Form annehmen“. Menschen mit einem phantasmagorischen Tourette-Syndrom könnten, wenn es ihnen gelänge, es nutzbar zu machen, „eine überschäumende und fast unbezähmbare Kreativität an den Tag legen“. Der amerikanische Komponist Tobias Picker, der das Tourette-Syndrom hat, ist während des Komponierens und Musizierens frei von Tics. Er selber glaubte, dass die Tics Eingang in sein kreatives Vorstellungsvermögen gefunden haben. Der englische Pianist Nick van Bloss sieht sein Tourette-Syndrom als Energie, die er beim Musizieren nutzt und kanalisiert. Besonders attraktiv seien nach Sacks der Jazz und die Rockmusik wegen ihrer schweren Beats und der Freiheit zur Improvisation.

### Tourette und Persönlichkeit
Oliver Sacks thematisierte in seinen verschiedenen Publikationen das Verhältnis des Tourette-Syndroms zum Selbst des betroffenen Menschen. Das Syndrom entwickle im Laufe des Lebens eine oft komplizierte Verflechtung mit der Persönlichkeit. Die Beziehung könne so destruktiv sein, dass einige Patienten „angesichts des verwirrenden Chaos und des gewaltigen Drucks der Impulse“ kaum ihre wahre Identität fänden. Anderen Patienten gelinge es, das Syndrom in ihre Persönlichkeit zu integrieren und „aus dem rasenden Tempo der Gedanken, Assoziationen und Einfälle, die dieses Syndrom mit sich bringt, einen Nutzen zu ziehen.“ Das Syndrom könne zu „ungewöhnlichen und manchmal verblüffenden Leistungen“ führen.

## Ursachen

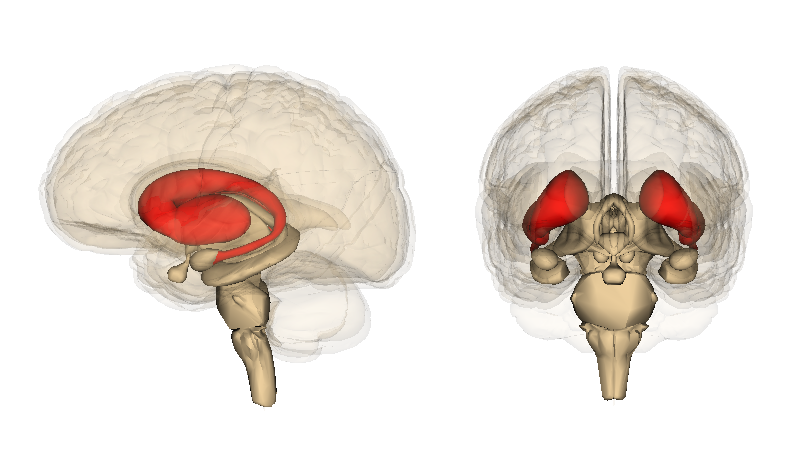
Striatum im menschlichen Gehirn

### Neurobiologie
Als zentraler Ort der Störungen haben sich die Basalganglien, insbesondere das Striatum, erwiesen. Die im letzteren liegenden Kerngebiete des Nucleus caudatus und des Putamen sind bei den Betroffenen in ihrer Größe vermindert. Bildgebende Verfahren zeigten, dass ihre Aktivität mit der Häufigkeit von Tics korrelierte. Auf zellulärer Ebene wurde hier in Untersuchungen nach dem Tod (post mortem) eine verminderte Anzahl von Parvalbumin exprimierenden sowie von cholinergen Interneuronen festgestellt.
Des Weiteren bestehen umfangreiche Hinweise, dass die dopaminerge Signalübertragung im Striatum gestört ist.

### Genetik
Erbliche Komponenten für das Krankheitsrisiko sind vielfach nachgewiesen, und sie sind stärker als bei anderen neuropsychiatrischen Erkrankungen. Ausschlaggebende Genabweichungen sind noch nicht gefunden worden. Man geht davon aus, dass eine Vielzahl von Abweichungen beteiligt ist und deshalb bislang (Stand Dezember 2015) über die Erblichkeit im konkreten Einzelfall keine Aussagen möglich sind.

### Immunsystem
Ein möglicher Zusammenhang zwischen Abweichungen im Immunsystem und Störungen in der Gehirnentwicklung, die zu einem erhöhten Risiko für eine Ausprägung des Tourette-Syndroms führen könnten, werden seit vielen Jahren untersucht. Bislang (Stand Dezember 2015) liegen hierzu jedoch noch keine gesicherten Erkenntnisse vor.

## Verlauf
Viele der in der Kindheit vom Tourette-Syndrom Betroffenen erfahren im Laufe bzw. nach Abschluss der Pubertät ein Abklingen der Symptome, andere zeigen auch als Erwachsene das Vollbild des Tourette-Syndroms. Ebenso sind fluktuierende Verläufe mit abwechselnden Schweregraden bekannt. Das Tourette-Syndrom selber hat jedoch, auch bei chronischem Verlauf, keinerlei Auswirkungen auf die Lebenserwartung und ist auch nicht mit einem geistigen Abbau verbunden.

## Diagnose
Die Diagnose des Tourette-Syndroms wird anhand der beobachteten Symptome und des bisherigen Krankheitsverlaufs gestellt. Gerade leichtere Verläufe werden häufig übersehen oder falsch eingeordnet, sodass einige Jahre bis zur Stellung einer korrekten Diagnose vergehen können. Die Deutsche Gesellschaft für Neurologie empfiehlt als Basisdiagnostik:
- Erhebung der Krankengeschichte (Anamnese)
- Erhebung des neurologischen Status
- Eine Beschreibung von Art, Häufigkeit, Intensität und Verteilung der unwillkürlichen Bewegungen und Lautäußerungen sowie äußerer Einflussfaktoren
- Bewertung von Art und Empfinden der Wahrnehmungen (Vorgefühl und Unterdrückbarkeit)
- Erhebung möglicher begleitender Störungen wie Autismus[35], ADHS, Zwangssymptome, Störung der Impulskontrolle[36], Autoaggression[37], Tiefgreifende Entwicklungsstörung[38], Depression, Angst[39], PANS/PANDAS[40][41]

## Therapie
Primäre Tic-Störungen können weder geheilt noch ursächlich behandelt werden. Es stehen lindernde Behandlungsansätze zur Verfügung, die jedoch nicht die Krankheit an sich heilen. Die beobachtbaren Symptome lassen sich hauptsächlich durch Behandlung mit Psychopharmaka aus der Gruppe der Neuroleptika mindern, jedoch sind die meisten Personen mit Tourette-Syndrom nicht so schwerwiegend beeinträchtigt, dass eine Medikation oder sonstige fachliche Hilfen notwendig werden. Bei der Beurteilung der Wirksamkeit einer Behandlungsstrategie spielen auch starke Fluktuationen im Symptomverlauf, wie sie für das Tourette-Syndrom typisch sind, eine Rolle. Gleichzeitig ist die Studienlage zur Therapie von Tic-Störungen weiterhin mangelhaft. Die Behandlungen stützen sich in der Regel auf Fallberichte.
Direkte Vergleiche der zur Behandlung in Betracht kommenden Arzneistoffe fehlen weitgehend; eindeutige Therapieempfehlungen lassen sich aus bisher erhobenen Daten nicht ableiten. In der Praxis erfolgt die Behandlung daher aufgrund der Erfahrung des behandelnden Facharztes, der Behandlungskosten und des Zulassungsstatus des fraglichen Arzneistoffs (häufig auch Off-Label-Behandlungen). Die medikamentöse Behandlung führt oft zu einer mäßigen Tic-Reduktion (etwa 50 %), nicht aber zur vollständigen Symptomfreiheit.
Psychoedukation und Verhaltenstherapie werden ergänzend eingesetzt. In den Europäischen Leitlinien zur Diagnostik und Behandlung des Tourette-Syndroms von 2011 wurden erstmals klare Kriterien benannt, wann, wie und mit welchen Medikamenten eine Behandlung der Tics in Betracht gezogen werden sollte. Zur Abklärung individuell abgestimmter Therapiemaßnahmen ist daher der fachliche Rat von Ärzten, vorzugsweise von Kinder- und Jugendpsychiatern, Psychiatern oder Nervenärzten einzuholen.

### Medikamente
Wenn aufgrund der Schwere der Erkrankung oder begleitender Störungen (zum Beispiel Zwangssymptome) eine medikamentöse Intervention erforderlich wird, stehen verschiedene Präparate zur Verfügung. In Deutschland werden gewöhnlich Tiaprid oder Sulpirid eingesetzt – auch Quetiapin retard ist ein Mittel der Wahl. Pimozid und Haloperidol seien vermutlich nebenwirkungsreicher und daher nur noch als Reservemedikamente bei starken Tics in Gebrauch. Risperidon ist das am besten untersuchte und in Europa auch das mit Abstand am häufigsten eingesetzte Medikament zur Behandlung von Tics und wird von der European Society for the Study of Tourette Syndrome (ESSTS) als Medikament der ersten Wahl empfohlen. Falls Tiaprid, Sulpirid und Risperidon nicht in Frage kommen, gilt Aripiprazol in jüngster Zeit (Stand Januar 2016) als nächstliegende Alternative. THC, einer der Hauptwirkstoffe von Cannabis, ist für eine mögliche Anwendung seit 2001 untersucht worden. Eine systematische Übersichtsarbeit, die von Cochrane 2009 veröffentlicht wurde, kam jedoch zu dem Ergebnis, dass es keine ausreichenden Erkenntnisse gäbe, die eine Behandlung mit THC begründen könnten.

### Psychotherapie und Beratung
Ein spezielles Übungsverfahren aus dem Spektrum der Verhaltenstherapie, das Habit-Reversal-Training, erwies sich bei leichten Krankheitsverläufen als mäßig (max. 30 %) symptomlindernd. Auch können pädagogische, sonderpädagogische und heilpädagogische Beratung wegen der häufig auftretenden Konzentrations- und Aufmerksamkeitsstörungen hilfreich sein. Begleitend stehen auch Entspannungsverfahren zur Verfügung. Diese haben das Ziel, Stresssituationen, die zu einer Verstärkung der Tics führen, zu reduzieren.
Positive Ergebnisse sind auch aus der Musiktherapie bekannt. Teilweise lassen sich nervöse Impulse durch das Spielen eines Instruments ableiten. Besonders geeignet erscheinen hierzu schnelle Instrumente sowie Instrumente, bei denen der Spieler mit Händen und Füßen aktiv ist, zum Beispiel das Schlagzeug und die Orgel. Auch kommt die Neigung zur Palipraxie dem steten Wiederholen von Phrasen, Takten und Tonleitern beim Üben entgegen.

### Chirurgische Behandlung
Tiefe Hirnstimulation wird inzwischen erfolgreich in schweren und nicht anderweitig zu behandelnden Fällen eingesetzt, in Deutschland an entsprechend spezialisierten Universitätskliniken. Der optimale Zielpunkt der tiefen Hirnstimulation ist jedoch noch Gegenstand der aktuellen Forschung. Zudem ist zu beachten, dass die aktuell vorliegenden Studien zu dieser Thematik nur sehr geringe Patientenzahlen aufweisen, sodass eine endgültige Bewertung des therapeutischen Nutzens der tiefen Hirnstimulation aktuell noch schwierig ist.

## Hilfsorganisationen
Nach US-amerikanischem Vorbild bildeten sich auch in anderen Ländern Hilfsorganisationen, die sich allgemein zur Aufgabe machen, durch Information und Aufklärung mehr Toleranz zu erreichen, aber auch die Ausbildung von Fachpersonal zu verbessern, sodass sowohl medizinische Früherkennung als auch pädagogischer Umgang mit den Symptomen gefördert werden. Zudem wird die Hilfe zur Selbsthilfe propagiert, und Selbsthilfegruppen bieten die Möglichkeit des Austausches unter Betroffenen.
In Deutschland wurde 1993 der Tourette-Gesellschaft Deutschland e. V. (TGD) gegründet, 2007 folgte der Interessenverband Tic & Tourette Syndrom (IVTS).
In der Schweiz wurde 1996 die Tourette Gesellschaft Schweiz (TGS) gegründet.

## Tourette-Syndrom in Film, Literatur und Öffentlichkeit

### Film und TV
- Der TV-Film Tics – Meine lästigen Begleiter (USA, 2008) erzählt die wahre Geschichte des US-Amerikaners Brad Cohen, der seit seiner Kindheit unter dem Tourette-Syndrom leidet. Nachdem er von seinen Mitschülern gehänselt wurde, sein Umfeld und auch die Ärzte zunächst ratlos waren und die Lehrer kein Verständnis für sein Verhalten zeigten, keimte bei ihm später der Wunsch, selbst Lehrer zu werden, um es einmal besser zu machen.
- Im Film Vincent will Meer spielt Florian David Fitz einen am Tourette-Syndrom leidenden jungen Mann.
- Ein weiterer Film, der dieses Syndrom thematisiert, ist die Komödie Ein Tick anders mit Jasna Fritzi Bauer.
- Im Film Lammbock (2001) leidet eine Nebenrolle an Tourette, deren Symptome durch den Konsum von Cannabis gelindert werden.
- In der Serie South Park behauptet Eric in der Folge Ein bisschen Tourette, am Tourette-Syndrom erkrankt zu sein, um ungestraft alle Leute in seiner Umgebung beleidigen zu können.
- Ebenfalls am Tourette-Syndrom leidet die Figur Marty Fisher in der Serie Shameless, mit einer sehr ausgeprägten Koprolalie.[52]
- In dem Spielfilm The Square (Schweden u. a., 2017) gibt es eine Szene, in der während einer Podiumsdiskussion zu einer Kunstausstellung die obszönen verbalen Ausfälle eines angeblich vom Tourette-Syndrom Betroffenen die „Toleranz“ und „Achtsamkeit“ der anderen Zuhörer und insbesondere einer weiblichen Diskutantin herausfordern.
- Im Jahr 2019 wurde der Roman Motherless Brooklyn (siehe oben) als Motherless Brooklyn mit Edward Norton als Regisseur und Hauptdarsteller verfilmt. In der Verfilmung wirkt Schauspieler Bruce Willis mit.
- Anne Heche spielt in einigen Folgen der US-TV-Serie Ally McBeal ab Staffel 4/Episode 9 die Rolle der Melanie West, einer Frau, die am Tourette-Syndrom leidet und nach einem Streit mit ihrem Freund diesen während eines Anfalls überfährt. Für diesen Mord steht sie vor Gericht.
- In der Folge David und Goliath aus dem Jahr 1981 setzt sich Gerichtsmediziner „Quincy“ für die Entwicklung eines Medikaments gegen das Tourette-Syndrom ein.
- Die Folge Ein Engel für meinen Baum (Staffel 7, Folge 10) der Serie Ein Hauch von Himmel handelt von einem Jungen mit Tourette-Syndrom.[53]
- 10 Fragen an eine Tourette-Patientin von Galileo/ProSieben[54]

### Sonstige
- Hörspiel Chinchilla Arschloch, waswas von Helgard Haug und Thilo Guschas (WDR 2018, Deutscher Hörspielpreis der ARD 2019)[55]
- Die amerikanische Grunge-Rock-Band Nirvana veröffentlichte 1993 auf ihrem Album In Utero einen Song namens Tourette’s.
- Tim Howard, der US-amerikanische Fußball-Torwart und Nationalspieler, hat seine Tourette-Erkrankung öffentlich gemacht, um in der Öffentlichkeit ein Bewusstsein für das Tourette-Syndrom zu schaffen.[56]
- Der YouTube-Kanal Gewitter im Kopf – Leben mit Tourette, der von einem Tourette-Betroffenen geführt wird, hat seit Februar 2019 über 1,6 Millionen Abonnenten gewonnen. Der Kanal beschäftigt sich auf humoristische Weise mit dem Tourette-Syndrom und soll die Zuschauer aufklären und dabei helfen, Vorurteile, Ängste und Unverständnis abzubauen.[57]

### Geschichte
- Georges Gilles de la Tourette: Die Hysterie nach den Lehren der Salpêtrière. Eine Studie von Gilles de la Tourette, nach dem das Tourette-Syndrom benannt ist. Nachdruck des Originals von 1894. Outlook, Bremen 2012, ISBN 3-86403-451-5.

### Einführungen
- Kirsten R. Müller-Vahl: Tourette-Syndrom und andere Tic-Erkrankungen im Kindes- und Erwachsenenalter. 3. aktualisierte und erweiterte Auflage, Medizinisch Wissenschaftliche Verlagsgesellschaft, Berlin 2023, ISBN 978-3-95466-793-2
- James F. Leckman, Donald J. Cohen: Tourette’s Syndrome Tics, Obsessions, Compulsions: Developmental Psychopathology and Clinical Care. John Wiley & Sons, New York 2002, ISBN 0-471-11375-1.

### Ratgeberliteratur
- Uttom Chowdhury, Isobel Heyman: Tics and Tourette Syndrome: A Handbook for Parents and Professionals. Jessica Kingsley Publishers, New York 2004, ISBN 1-84310-203-X.
- Manfred Döpfner, Veit Roessner, Katrin Woitecki, Aribert Rothenberger: Tic-Störungen: Ratgeber Kinder- und Jugendpsychotherapie. Hogrefe, Göttingen 2010, ISBN 3-8409-1728-X.
- Susann Sulzbach: Das Tourette-Syndrom im sprachheilpädagogischen Kontext: Ein Überblick für Lehrer, Erzieher und Eltern. Disserta, Hamburg 2015, ISBN 3-95425-892-7.

### Veraltete deutsche Leitlinien
- Leitlinien der Deutschen Gesellschaft für Neurologie (DGN) von September 2012. (PDF)
- Leitlinien der Deutschen Gesellschaft für Kinder- und Jugendpsychiatrie, Psychosomatik und Psychotherapie (DGKJP). (PDF; 398 kB) [abgelaufen, überholt]

### Aktuelle Europäische Leitlinien
- European clinical guidelines for Tourette syndrome and other tic disorders—version 2.0. Part I: assessment. In: European Child & Adolescent Psychiatry. Band 31, Nr. 3, März 2022, ISSN 1018-8827, S. 383–402, doi:10.1007/s00787-021-01842-2, PMID 34661764, PMC 8521086 (freier Volltext).
- European clinical guidelines for Tourette syndrome and other tic disorders—version 2.0. Part II: psychological interventions. In: European Child & Adolescent Psychiatry. Band 31, Nr. 3, März 2022, ISSN 1018-8827, S. 403–423, doi:10.1007/s00787-021-01845-z, PMID 34313861, PMC 8314030 (freier Volltext).
- European clinical guidelines for Tourette syndrome and other tic disorders—version 2.0. Part III: pharmacological treatment. In: European Child & Adolescent Psychiatry. Band 31, Nr. 3, März 2022, ISSN 1018-8827, S. 425–441, doi:10.1007/s00787-021-01899-z, PMID 34757514, PMC 8940878 (freier Volltext).
- European clinical guidelines for Tourette syndrome and other tic disorders—version 2.0. Part IV: deep brain stimulation. In: European Child & Adolescent Psychiatry. Band 31, Nr. 3, 1. März 2022, ISSN 1435-165X, S. 443–461, doi:10.1007/s00787-021-01881-9, PMID 34605960, PMC 8940783 (freier Volltext).

### Ratgebung
- Informationsprojekt zum Thema Tics und Tourette-Syndrome auf der Website des IVTS – InteressenVerband Tic & Tourette Syndrom e. V.
- Liste mit Spezialambulanzen für Tourette-Erkrankte auf tourette.de